# Pożar w ośrodku dla migrantów w Ciudad Juárez
Pożar ośrodka dla migrantów w Ciudad Juárez miał miejsce w nocy 27 marca 2023 roku. W wyniku katastrofy w ośrodku detencyjnym dla migrantów zlokalizowanym na granicy Stanów Zjednoczonych i Meksyku w Ciudad Juárez w stanie Chihuahua zginęło 40 osób, a 28 innych zostało rannych. Według rozmówców Vice funkcjonariusze więzienia żądali od imigrantów łapówek, aby ich zwolnić i uniknąć wydalenia z kraju. Ogień rzekomo wzniecili więźniowie, podpalając swoje materace, próbując zaprotestować przeciwko zbliżającej się deportacji.

## Tło
Ośrodek dla migrantów, zarządzany przez meksykański Narodowy Instytut Imigracji, znajduje się w pobliżu Rio Grande i granicznego mostu Stanton. Przed incydentem między migrantami a władzami w Ciudad Juárez panowało duże napięcie. W mieście schroniska były przepełnione osobami próbującymi przedostać się do Stanów Zjednoczonych lub ubiegać się o azyl. Według doniesień tuż przed wybuchem pożaru w budynku przebywało około 70 osób.
Ocaleni z pożaru i strażnicy, z którymi rozmawiał dziennikarz „Vice”, opisali tę placówkę jako „ośrodek wymuszenia”, twierdząc, że funkcjonariusze żądali od przetrzymywanych migrantów łapówek w wysokości od 200 do 500 dolarów amerykańskich, a ci, którzy nie zapłacili, byli deportowani do kraju pochodzenia.

## Pożar

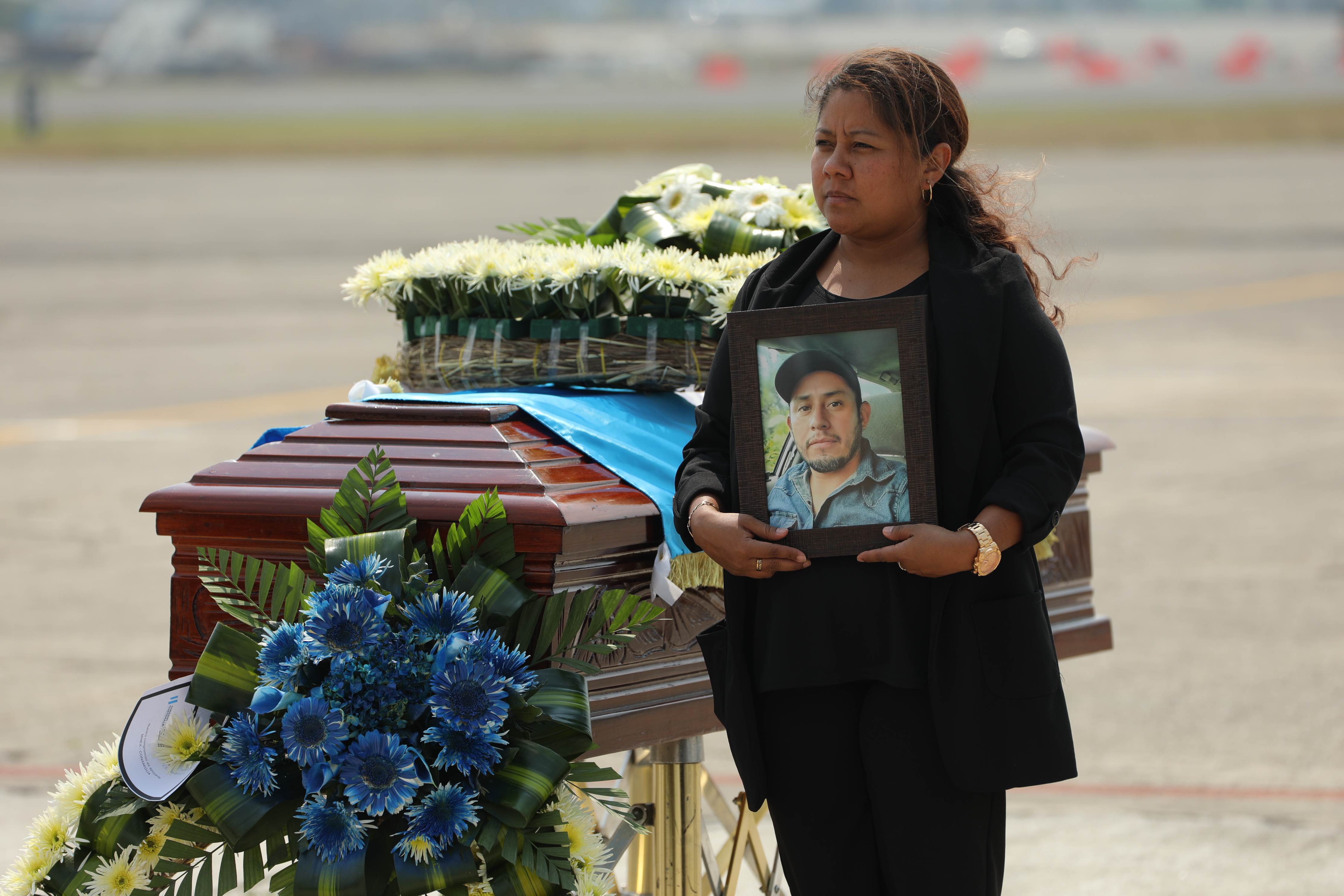
Powrót do kraju ciała gwatemalskiego migranta, który zginął w pożarze

Około 22:00 w części ośrodka detencyjnego dla mężczyzn, w którym przebywało 68 migrantów, wybuchł pożar. W wyniku pożaru zginęło 40 osób, a 28 zostało rannych. Wszyscy zabici i ranni to mężczyźni osadzeni w ośrodku, którzy byli obywatelami Ekwadoru, Gwatemali, Hondurasu, Kolumbii, Salwadoru i Wenezueli, przy czym największą liczbę stanowili Gwatemalczycy. Gwatemalski Instytut Migracji potwierdził, że w pożarze ucierpiało 28 obywateli Gwatemali.
Według oświadczeń prezydenta Meksyku Andrésa Manuela Lópeza Obradora wygłoszonych następnego ranka na konferencji prasowej, pożar wybuchł, gdy więźniowie ośrodka podpalili materace w proteście przeciwko prawdopodobnej rychłej deportacji. Powiedział też, że większość ofiar to mieszkańcy Ameryki Centralnej oraz Wenezuelczycy. Dodał, że osoby, które wznieciły pożar, „nigdy nie wyobrażały sobie, że spowoduje to tak straszliwe nieszczęście”.
Materiał filmowy z kamer uzyskany przez prasę pokazujący personel ośrodka uciekający przed płomieniami i dymem, gdy osadzeni byli zamknięci w celi, następnego dnia spotkał się z „falą oburzenia” w meksykańskich mediach.
| Państwo   | Zabici | Ranni |
| --------- | ------ | ----- |
| Gwatemala | 18     | 10    |
| Salwador  | 7      | 5     |
| Wenezuela | 7      | 5     |
| Honduras  | 6      | 8     |
| Kolumbia  | 1      | 0     |
| Ekwador   | 1      | 0     |
| Łącznie   | 40     | 28    |

## Reakcje
Spośród rannych co najmniej 21 osób zostało przewiezionych do szpitali. Na miejscu pożaru pracowały ekipy ratownicze, w tym strażacy i ratownicy medyczni. Prokurator generalny Meksyku Alejandro Gertz Manero wszczął śledztwo w sprawie pożaru. Do pomocy migrantom zaangażowano także Krajową Komisję Praw Człowieka.
Ambasador Stanów Zjednoczonych w Meksyku Ken Salazar napisał, że pożar był „przypomnieniem dla władz regionu, jak ważne jest naprawienie systemu imigracyjnego, który nie działa”. Felipe González Morales, specjalny sprawozdawca Narodów Zjednoczonych ds. praw człowieka przysługujących migrantom i były przewodniczący Międzyamerykańskiej Komisji Praw Człowieka skrytykował praktykę masowych zatrzymań migrantów i stwierdził, że „szerokie stosowanie środków detencyjnych dla imigrantów prowadzi do tragedii takich jak ta”.

### Krytyka po katastrofie
Prezydent Meksyku Andrés Manuel López Obrador został oskarżony przez część dziennikarzy meksykańskich o „obwinianie” migrantów za spowodowanie tragedii poprzez protest przeciwko ich ewentualnej deportacji, choć rano prezydent wyjaśnił jedynie przyczynę pożaru – nie wskazując sprawców – i zapowiedział śledztwo. López Obrador oskarżył później prasę na swojej konferencji o nadmierne zainteresowanie się pożarem ze względu na sensację.
Minister spraw wewnętrznych Adán Augusto López stwierdził, że odpowiedzialność za kwestię imigracji ponosi Marcelo Ebrard jako szef Ministerstwa Spraw Zagranicznych. Ebrard z kolei stwierdził, że odpowiedzialność instytucjonalna należy do Ministerstwa Spraw Wewnętrznych, któremu podlega Narodowy Instytut Migracji.
W wyniku pożaru Francisco Garduño Yáñez, dyrektor Narodowego Instytutu Migracji, został postawiony przed sądem za zaniechania w zakresie zapewnienia bezpieczeństwa migrantom przetrzymywanym w ośrodkach Instytutu. Yáñezowi zarzucono wiedzę o braku protokołów bezpieczeństwa, ochrony osadzonych, usterkach konstrukcyjnych budynku i ogólnych warunkach funkcjonowania ośrodka dla imigrantów w Ciudad Juárez i pomimo to pozostawienie obiektu jako otwartego dla przyjmowania migrantów.